# Andrew Aitken
Andrew Liddell Aitken (* 25. August 1909 in Newcastle upon Tyne; † Oktober 1984) war ein englischer Fußball-Torwart.

## Karriere
Aitken spielte in der North Eastern League für Wallsend, bevor er im März 1930 in die Football League First Division zum FC Liverpool wechselte; acht Monate zuvor hatte bereits sein Wallsend-Mannschaftskamerad Charlie Thompson denselben Weg eingeschlagen. Bei Liverpool hatte Aitken hinter Arthur Riley und Elisha Scott nur geringe Einsatzchancen, zu seinem einzigen Pflichtspieleinsatz kam er am 27. Dezember 1930 bei einem 3:3-Unentschieden gegen die Blackburn Rovers. Seine Zeit bei Liverpool endete abrupt, nachdem er sich im April 1931 in einem Reservespiel den Fuß gebrochen hatte. Nach Stationen bei den Amateurklubs Mickley und Newburn Athletic kehrte er zur Saison 1935/36 nochmals in die Football League zurück, beim Drittdivisionär Hartlepools United blieb es aber ebenfalls bei einem Ligaeinsatz.

## Weblink
- Profil bei lfchistory.net

| Personendaten    | Personendaten                               |
| ---------------- | ------------------------------------------- |
| NAME             | Aitken, Andrew                              |
| ALTERNATIVNAMEN  | Aitken, Andrew Liddell (vollständiger Name) |
| KURZBESCHREIBUNG | englischer Fußballtorhüter                  |
| GEBURTSDATUM     | 25. August 1909                             |
| GEBURTSORT       | Newcastle upon Tyne, Vereinigtes Königreich |
| STERBEDATUM      | Oktober 1984                                |